# Charles Pearson
Charles Pearson (Londra, 4 ottobre 1793 – Londra, 14 settembre 1862) è stato un politico inglese.
Solicitor della città di Londra, lottò e si adoperò per l'abolizione della pena di morte nel Regno Unito, e per il suffragio universale.
Pearson utilizzò l'influenza esercitata dal suo status di solicitor per promuovere la creazione di una linea ferroviaria sotterranea per collegare più efficacemente la City di Londra. Fu così che nel 1860 venne costituita la Metropolitan Railway Company (l'odierna Metropolitan line), la prima vera linea metropolitana al mondo.

## Giovinezza
Pearson nacque il 4 ottobre 1793 a Clement's Lane, vicoletto della città di Londra, da Thomas Pearson, noto tappezziere, e dalla moglie Sarah. Dopo aver terminato gli studi a Eastbourne, entrò come praticante nella bottega paterna; tuttavia, Thomas vide ben presto che quel suo figliolo non si trovava a suo agio nel suo studio, e di come preferisse dedicarsi agli studi giuridici. Pertanto, Pearson studiò giurisprudenza per numerosi anni, per poi venire titolato solicitor nel 1816. Nel 1817 sposò Mary Martha Dutton, con la quale ebbe una figlia, Mary Dutton Pearson, nata nel 1820.

## Carriera
Nel 1817, Pearson venne eletto consigliere della Corporazione della Città di Londra, per il ward di Bishopsgate; prestò servizio in quel ruolo dal 1817 al 1820 e dal 1830 al 1836. In parallelo, è stato presidente del City board of health dal 1831 al 1833. Nel 1839, preferendo una vita meno faticosa, diventò solicitor: detenne questa carica fino alla sua morte.
Nonostante il suo status sociale elevato, l'ideologia di Pearson era permeata di umori radicali, e varie sono state le campagne da lui perorate. Fra queste, degne di nota sono quella che intendeva rimuovere dal monumento al grande incendio di Londra l'iscrizione che attribuiva le cause del disastro ai cattolici, e la revoca del bando che proibiva agli ebrei di essere broker. Pearson accese la polemica contro la pena di morte nel Regno Unito, ed era un fervente sostenitore del suffragio universale. Tentò senza successo anche di scardinare il monopolio delle compagnie del gas.
Appartenente al Partito Liberale, Pearson venne eletto nel 1847 deputato di Lambeth, incarico al quale poi rinunciò nel 1850.

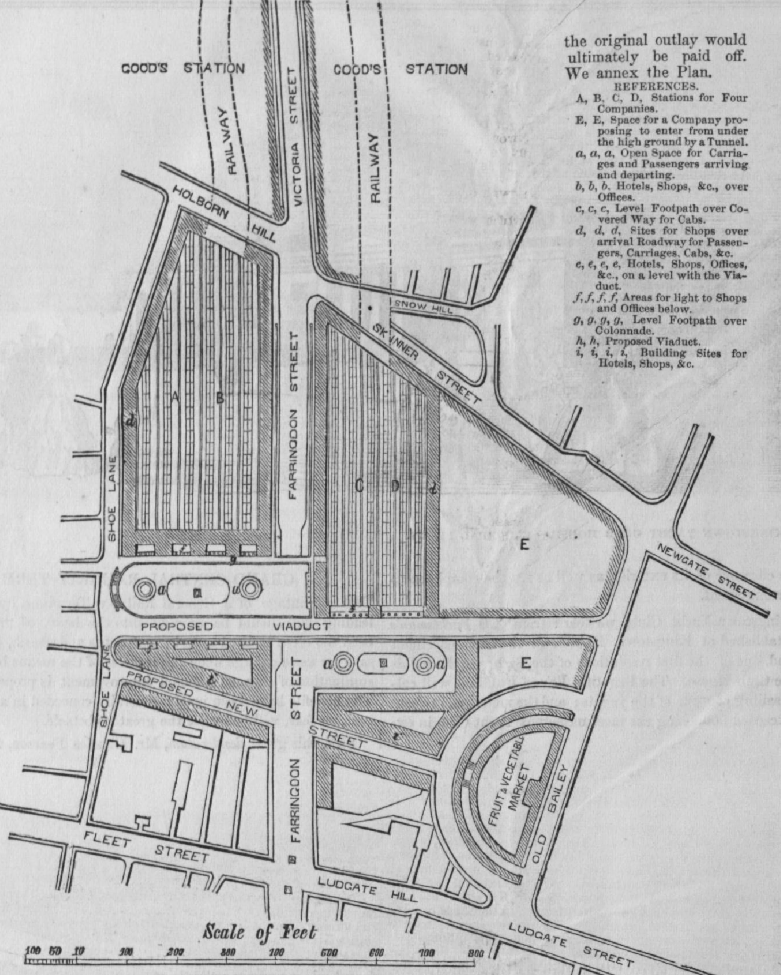
Progetto della stazione di testa della ferrovia di Pearson

### Metropolitan Railway
La congestione del traffico veicolare urbano a Londra, ed il crescente sviluppo delle aree periferiche, spinsero Pearson a pubblicare un pamphlet nel 1845, per spingere le autorità a creare una ferrovia sotterranea, andante dalla valle del fiume Fleet fino a Farringdon. Nelle intenzioni di Pearson si sarebbe dovuta costruire una ferrovia pneumatica (o, con termine di derivazione anglosassone, atmosferica), con il rotabile ferroviario spinto dalla stessa pressione atmosferica. Nonostante questo suo utopico progetto non ebbe risvolti pratici, Pearson comunque si attivò tra gli anni 1840 e 1850 per sollecitare la costruzione di varie infrastrutture ferroviarie.
Nel 1846, infatti, Pearson si pose il problema di dare un assetto al nodo ferroviario di Londra, costruendo una stazione nel quartiere di Farringdon dal costo di £1 milione (£86.5 di oggi, al netto dell'inflazione). Lo scopo dello scalo ferroviario era quello di permettere un agevole pendolarismo a tutti coloro che abitavano al di fuori della capitale. Il piano venne tuttavia bocciato nel 1846 dalla Royal Commission on Metropolitan Railway Termini, che ritenne l'area dove si sarebbe dovuto edificare il fabbricato troppo centrale per collocarvi l'infrastruttura ferroviaria.
Nel 1854, la Royal Commission continuò ad esaminare altri progetti per una rete ferroviaria a Londra. Pearson si attivò proficuamente, mettendo in evidenza quanto la circolazione stradale fosse in crescita: ciò comportò la congestione della rete di trasporti di superficie, rendendo il metrò l'unica alternativa possibile. Secondo Pearson:

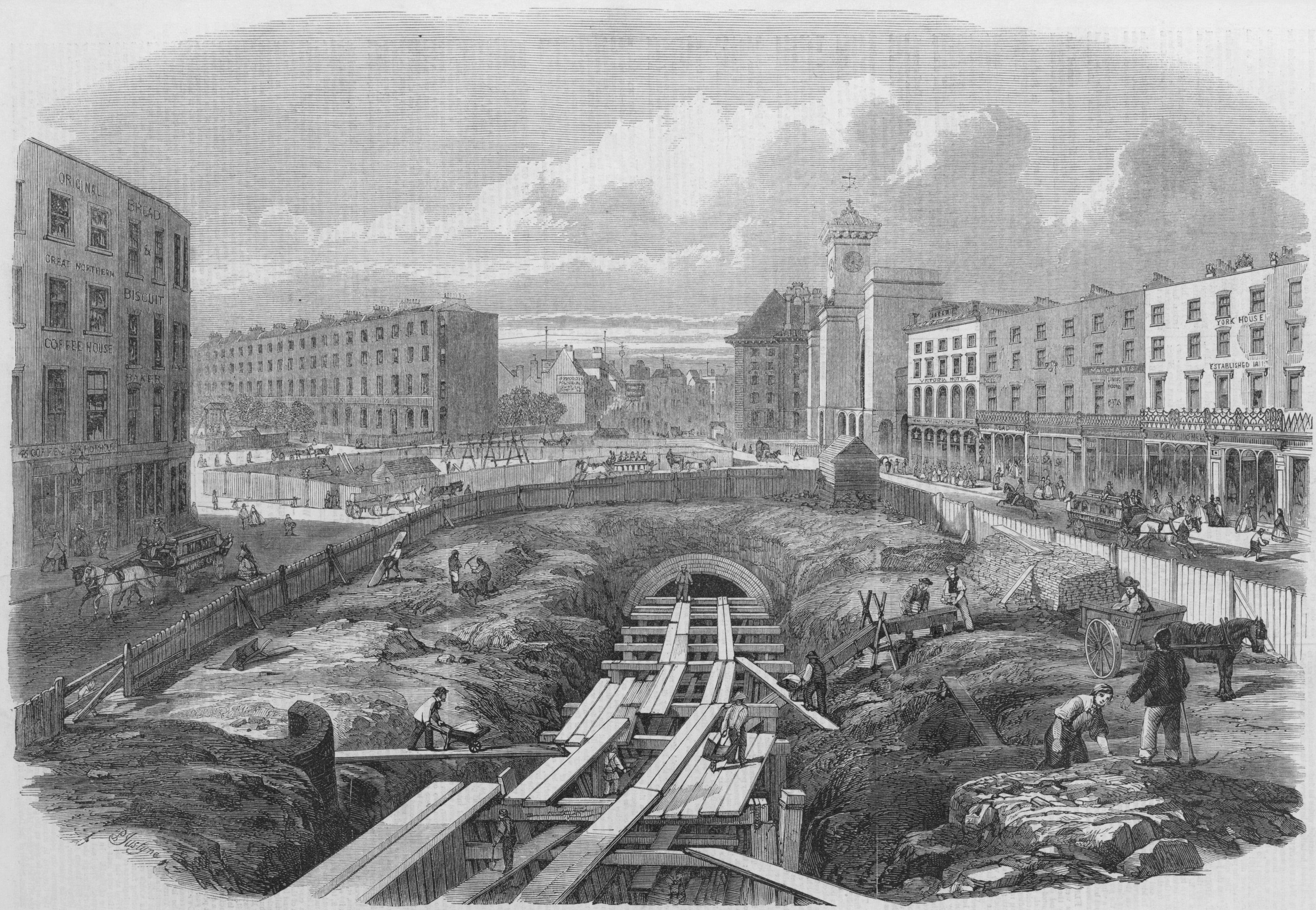
Cantieri della Metropolitan Railway, presso King's Cross (illustrazione del 1861)

Molti dei progetti promossi vennero respinti, ma la Commissione concordò nel voler fornire alla capitale un collegamento rapido tra il centro, l'area portuale ed il General Post Office. Vennero quindi accelerati i progetti: il 7 agosto 1854, il consiglio municipale approvò finalmente la costruzione di una ferrovia tra Praed Street, a Paddington, e Farringdon.
Nonostante non divenne né direttore né azionista della neocostituita azienda, Pearson si attivò per raggiungere il capitale necessario per avviare e sostenere la costruzione della linea. Sotto questi influssi pubblicò un pamphlet, A twenty minutes letter to the citizens of London, in favour of the Metropolitan Railway and City Station, dove incoraggiò apertamente qualsiasi forma di investimento, ponendo nella metropolitana la chiave risolutiva del problema della congestione stradale. La costruzione della linea ebbe inizio nel 1860; ci vollero meno di tre anni per attivare la linea, con i cantieri che coinvolsero le fatiscenti baraccopoli dell'età vittoriana, e le strade più trafficate.
Pearson spirò nella sua residenza a West Hill, Wandsworth, il 14 settembre 1862, stroncato da un edema; non fece in tempo a vedere l'inaugurazione dell'opera tanto amata, che aprì al pubblico il 10 gennaio 1863. Fu sepolto con tutti gli onori al cimitero di West Norwood, il 23 settembre 1862.

## Retaggio
Lo scrittore Christian Wolmar riconobbe che il progetto di Pearson fu «di gran lunga la migliore soluzione» per decongestionare il traffico di superficie di Londra. Michael Robbins pure stimò l'operato del politico, affermando che «senza il costante sostegno apportato da Pearson la Metropolitan Railway, la prima nel mondo del suo genere, ed il nucleo della rete della metropolitana di Londra, non sarebbe venuta alla luce in questo modo».
Dopo l'inaugurazione della Metropolitan Railway, che durante il primo anno di esercizio ha trasportato nove milioni di passeggeri, il flusso veicolare diminuì sensibilmente. La ferrovia metropolitana - la prima ad esser mai costruita - ebbe un successo furioso, tanto che lo stesso schema venne riproposto a Glasgow, ma anche oltre i confini nazionali, come nel caso della metropolitana di Budapest. Influentissimo è stato quindi l'impegno profuso da Pearson, senza il quale probabilmente il concetto di ferrovia metropolitana sarebbe stato scartato. La metropolitana contribuì molto anche all'incremento della popolazione londinese che si ebbe alla fine dell'Ottocento, quando dai 3 094 391 abitanti del 1861 si passò ai 6 226 494 abitanti del 1901.